# Guerra a Ossètia del Sud (1991-1992)

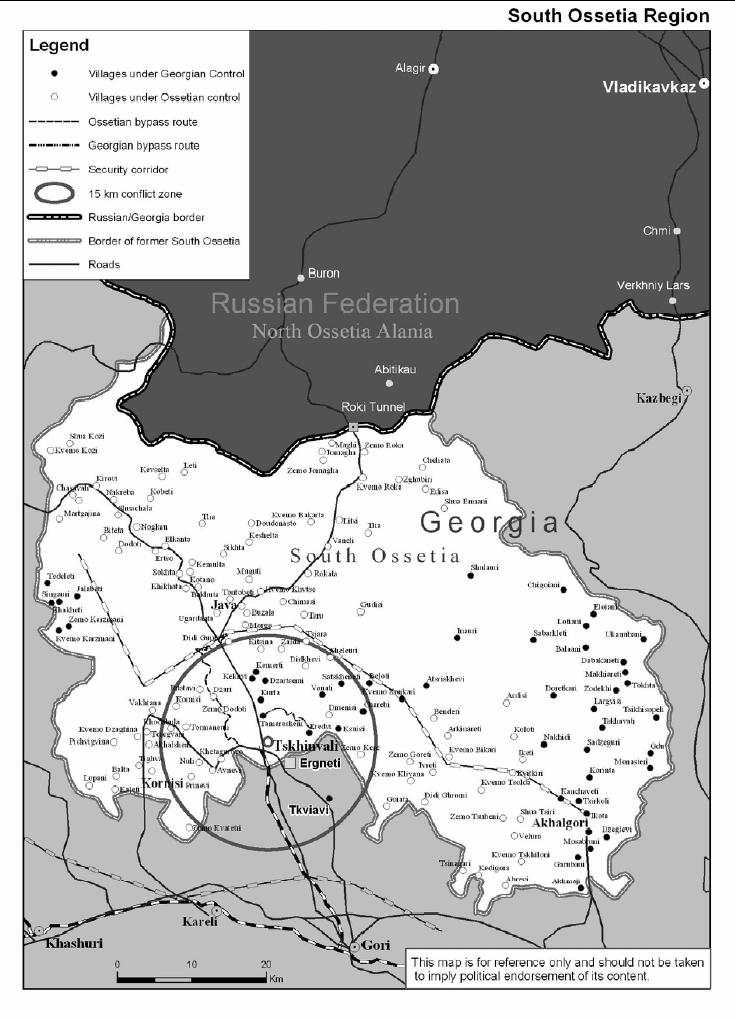
Mapa d'Ossètia del Sud després de la guerra, amb els pobles georgians sota control ossetà del sud.

La Guerra a Ossètia del Sud (1991-1992) és un conflicte armat entre Geòrgia i Ossètia del Sud i els seus aliats del nord, amb l'enrolament de l'armada russa. La guerra ha estat mediada per Rússia que ha aconseguit un alto el foc.

## Antecedents
Després de la caiguda del règim tsarista a Rússia (després de la Revolució d'octubre), Ossètia del Sud s'havia aliat amb la Rússia bolxevic lluitant en una guerra contra la recentnment independitzada Geòrgia menxevic. L'any 1921, però, l'Exèrcit Roig decideix envair Geòrgia. Ossètia del Sud es torna un oblast autònom de la república soviètica de Gèorgia. Durant l'era soviètica, les relacions entre ossetes i georgians s'apaivaguen.
L'any 1989, prop de 98.000 persones vivien a Ossètia del Sud. D'aquestes el 29,44% eren ossetes georgians. A altres zones de Geòrgia hi vivia 99.000 ossetes.
Amb la fi de la Unió Soviètica, Geòrgia aconsegueix la independència sota el lideratge de Zviad Gamsakhurdia, que segueix una agenda nacionalista. Com a conseqüència, els ossetes del sud comencen a organitzar-se expressant aspiracions nacionals. El Consell Superior d'Ossètia del Sud, de fet, demana un canvi d'estatut per a Ossètia del Sud. A partir d'aquest moment se succeeixen boicotejos i demostracions de força per ambdues parts.

## La Guerra
La nit del 5 de gener del 1991, forces georgianes entren a Tsjinval. Els militars ossetes hi reaccionen cremant cases i escoles georgianes a la ciutat, mentre els georgians ataquen ciutats ossetes. Els combats a Tsjinval acaben per dividir la ciutat entre bàndols rivals. D'ençà, el conflicte ha anat creixent amb cops d'Estat i reaccions armades.